# Phaenandrogomphus yunnanensis
Phaenandrogomphus yunnanensis är en trollsländeart som beskrevs av Zhou 1999. Phaenandrogomphus yunnanensis ingår i släktet Phaenandrogomphus och familjen flodtrollsländor. Inga underarter finns listade i Catalogue of Life.